# Gravina
Gravina  (naziva se i Gravina di Picciano) je rijeka na jugu Italije, koja izvire u blizini naselja Poggiorsini smještenog u pokrajini Bari (talijanska regija Apulija), od kuda teče jugostočno u pokrajinu Matera (talijanska regija Basilicata), gdje se ulijeva u rijeku Bradano nakon što Bradano istječe iz jezera Lago di San Giuliano.  